# Alchornea hirtella
Alchornea hirtella är en törelväxtart som beskrevs av George Bentham. Alchornea hirtella ingår i släktet Alchornea och familjen törelväxter.

## Underarter
Arten delas in i följande underarter:
- A. h. comoensis
- A. h. cuneata
- A. h. glabrata
- A. h. hirtella